# Мадруга, Иванна
Иванна Мадруга-Оссес (исп. Ivanna Madruga-Osses; род. 27 января 1961, Рио-Терсеро, Кордова) — аргентинская теннисистка и теннисный тренер. Первая ракетка Аргентины с 1977 по 1984 год, финалистка Открытого чемпионата Франции (1980) в женском парном разряде, победительница одного турнира тура Virginia Slims в парном разряде, член сборной Аргентины в Кубке Федерации. Дипломант премии Konex в области спорта (1980), лауреат премии Ассоциации спортивных журналистов «Серебряная Олимпия» (1983).

## Биография
Иванна Мадруга начала играть в теннис в семь лет. Её первым учителем тенниса стал отец, Даниэль, один из лучших на тот момент теннисистов на провинциальном уровне. Свой первый чемпионат провинции Иванна выиграла в десятилетнем возрасте, а в 12 лет уже занимала первую строчку в южноамериканском рейтинге среди девочек. В 1977 году, в возрасте 16 лет, она возглавила национальный теннисный рейтинг Аргентины, оставаясь первой ракеткой страны вплоть до 1984 года. В ноябре того же года Мадруга дошла до финала международного чемпионата Рио-де-ла-Плата, по пути обыграв таких соперниц как Рената Томанова (игрок Top-25 рейтинга WTA), Бетси Нагелсен (Top-50) и Клаудия Касабьянка (недавняя победительница Открытого чемпионата США среди девушек). В финале она уступила Рене Ричардс.
В 1978 году Мадруга дебютировала в составе сборной Аргентины в Кубке Федерации, принеся команде победное очко в матче с датчанками. В 1979 году она выиграла четыре подряд турнира Международного женского цикла, организованного Аргентинской ассоциацией тенниса — в Буэнос-Айресе, Кордове, Санта-Фе и Монтевидео, проиграв лишь финал в Мар-дель-Плата. Одним из главных элементов в её игровом арсенале, был мощный топ-спин — кручёный удар, который молодая теннисистка переняла у кумира своего детства Гильермо Виласа и который сообщал её мячам непредсказуемый высокий отскок. Стиль игры с задней линии она копировала у того же Виласа, а также у Хосе Луиса Клерка.
Пика карьеры аргентинка достигла в 1980 году. В первой половине сезона она побывала в полуфиналах крупного профессионального турнира в Хилтон-Хеде и Открытого чемпионата Италии, оба раза обыграв по ходу чемпионку Уимблдона 1977 года Вирджинию Уэйд. Ещё одно поражение Мадруга нанесла Уэйд в мае во встрече Кубка Федерации (несмотря на это, сборная Великобритании выиграла с общим счётом 2:1) В очередной раз они встретились в 1/8 финала Открытого чемпионата Франции, где англичанка была посеяна четвёртой, и Мадруга вновь оказалась сильнее. В четвертьфинале она уступила чешке Гане Мандликовой, посеянной под 7-м номером, однако в женском парном разряде проделала с соотечественницей Адрианой Вильягран весь путь до финала. Ближе к концу сезона Мадруга, посеянная под 14-м номером, также пробилась в четвертьфинал на Открытом чемпионате США, где её остановила восьмая ракетка турнира Андреа Джегер. По окончании Открытого чемпионата США аргентинская спортсменка в Солт-Лейк-Сити впервые за карьеру стала финалисткой турнира Virginia Slims в одиночном разряде, проиграв финал Вирджинии Рузичи. Согласно аргентинским источникам, в течение этого сезона Мадруга поднялась в рейтинге WTA до 14-го места, хотя официальный сайт этой ассоциации не приводит данных о её положении в рейтинге в этом сезоне. На церемонии вручения спортивных премий Konex за 1980 год Мадруга удостоилась почётного диплома.
В 1981 году Мадруга дошла до финала в одиночном разряде уже на Открытом чемпионате Германии в Берлине, а в 1982 году в Индианаполисе завоевала свой единственный титул на турнирах Virginia Slims в парном разряде с француженкой Катрин Танвье. В 1983 году она дошла до четвёртого круга на Открытом чемпионате Франции, а на Открытом чемпионате США повторила успех трёхлетней давности, став четвертьфиналисткой после победы над посеянной под 12-м номером Кэти Риналди. Мадруга также дошла со сборной Аргентины до четвертьфинала Кубка Федерации, принеся команде в паре с Эмильсой Лонго решающее очко в матче первого круга против француженок. По итогам 1983 года она была удостоена награды «Серебряная Олимпия», присуждаемой Ассоциацией спортивных журналистов Аргентины.
Свою последнюю игру за сборную Мадруга провела в 1984 году, проиграв в матче с австралийками Элизабет Сэйерс. Она завершила профессиональную игровую карьеру в 1985 году, но продолжила карьеру в теннисе как тренер. Мадруга долгое время занимала пост директора теннисной школы при клубе 9 de Julio в своём родном Рио-Терсеро, среди её учениц была участница профессионального теннисного тура Эмилия Йорио.

## Финалы турниров Большого шлема и Virginia Slims за карьеру

### Одиночный разряд (0-2)
| Результат | №  | Дата             | Турнир                              | Покрытие | Соперница в финале | Счёт в финале |
| --------- | -- | ---------------- | ----------------------------------- | -------- | ------------------ | ------------- |
| Поражение | 1. | 14 сентября 1980 | Солт-Лейк-Сити, США                 | Хард     | Вирджиния Рузичи   | 1-6, 3-6      |
| Поражение | 2. | 24 мая 1981      | Открытый чемпионат Германии, Берлин | Грунт    | Регина Маршикова   | 2-6, 1-6      |

### Парный разряд (1-5)
| Результат | №  | Дата           | Турнир                             | Покрытие | Партнёрша         | Соперницы в финале               | Счёт в финале |
| --------- | -- | -------------- | ---------------------------------- | -------- | ----------------- | -------------------------------- | ------------- |
| Поражение | 1. | 11 мая 1980    | Открытый чемпионат Италии, Перуджа | Грунт    | Адриана Вильягран | Гана Мандликова Рената Томанова  | 4-6, 4-6      |
| Поражение | 2. | 8 июня 1980    | Открытый чемпионат Франции, Париж  | Грунт    | Адриана Вильягран | Кэти Джордан Энн Смит            | 1-6, 0-6      |
| Победа    | 1. | 8 августа 1982 | Индианаполис, США                  | Грунт    | Катрин Танвье     | Джоанна Расселл Вирджиния Рузичи | 7-5, 7-6      |
| Поражение | 3. | 9 мая 1983     | Открытый чемпионат Италии          | Грунт    | Катрин Танвье     | Вирджиния Рузичи Вирджиния Уэйд  | 3-6, 6-2, 1-6 |
| Поражение | 4. | 10 июля 1983   | Гамбург, ФРГ                       | Грунт    | Катрин Танвье     | Беттина Бунге Клаудиа Коде-Кильш | 5-7, 4-6      |
| Поражение | 5. | 17 июля 1983   | Фрайбург-им-Брайсгау, ФРГ          | Грунт    | Эмильса Лонго     | Беттина Бунге Ева Пфафф          | 1-6, 2-6      |